# Serruria plumosa
Serruria plumosa är en tvåhjärtbladig växtart som beskrevs av Meissn.. Serruria plumosa ingår i släktet Serruria och familjen Proteaceae. Inga underarter finns listade i Catalogue of Life.